# 卡爾麥·卡里迪
卡爾麥·卡里迪（英語：Carmine Caridi，1934年1月28日—2019年5月28日）是一位美國電視和電影演員。在從事演藝事業的30年裡，他扮演了各種各樣的角色（包含電影和電視）。 2004年，他成為第一個被公開被驅逐出电影艺术与科学学院的人。
卡里迪最著名的电影角色是《教父第二部分》（1974年）中的卡明·罗萨托和《教父第三部分》（1990年）中的阿尔伯特·沃尔佩。他是三个演员之一，在教父电影中扮演两个不同的角色。2004年1月13日，美国电影艺术与科学学院宣布，它已确认一部在互联网上非法发行的电影《某物的要给》的拷贝带有标记，证明它来自发给卡里迪的VHS放映机副本，因为他是奥斯卡的投票人。同样，未经许可的《最后的武士》、《神秘的河流》、《大鱼》和《大师与指挥官：世界的远端》的拷贝据说可以追溯到卡里迪。联邦调查局开始对此事进行调查。

## 外部連結
- Carmine Caridi在互联网电影资料库（IMDb）上的資料（英文）
- 互聯網百老匯資料庫（IBDB）上卡爾麥·卡里迪的資料（英文）
- 互联网外百老汇数据库（IOBDB）上卡爾麥·卡里迪的資料（英文）